# 布雷姆加滕

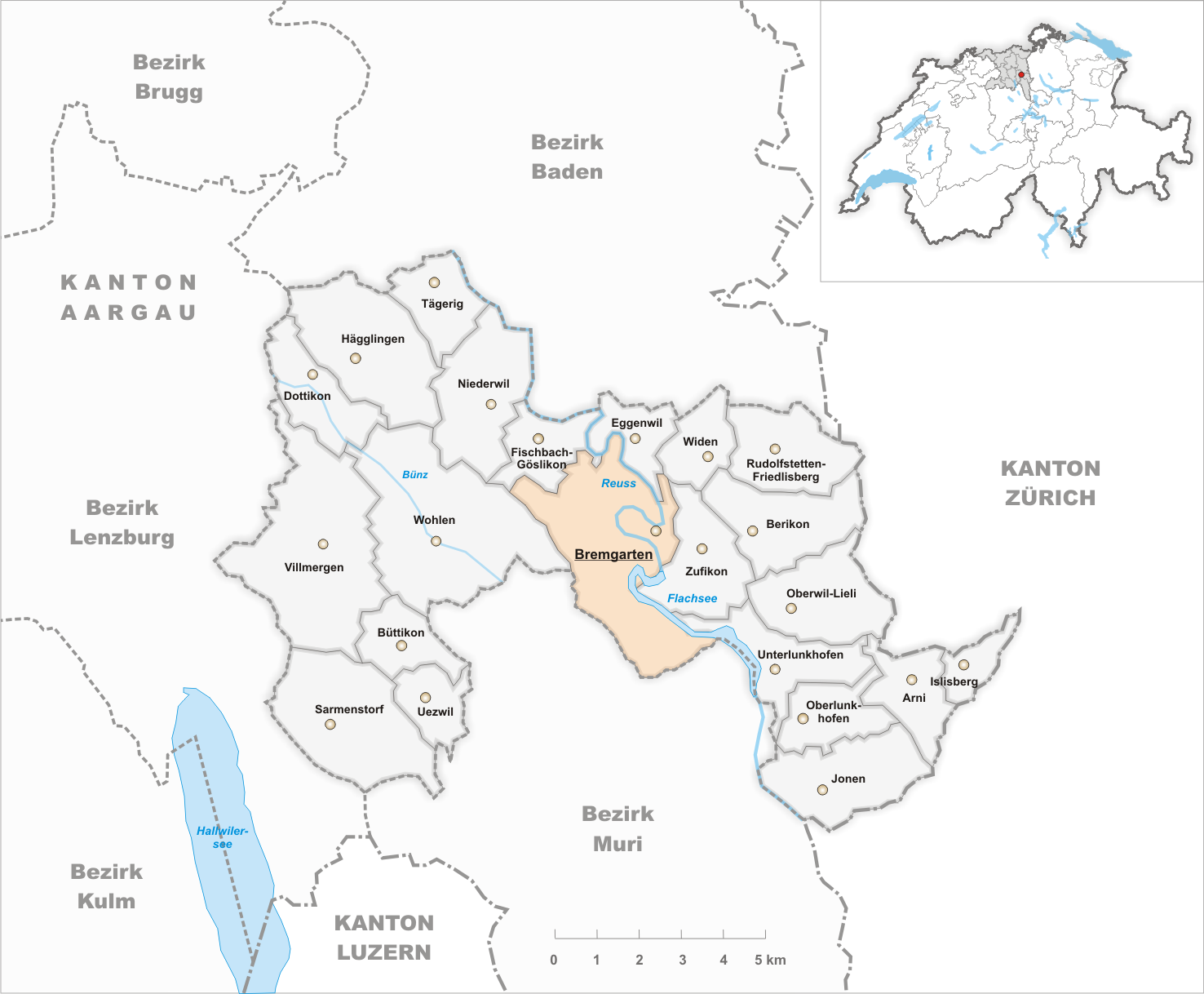
布雷姆加滕市地图

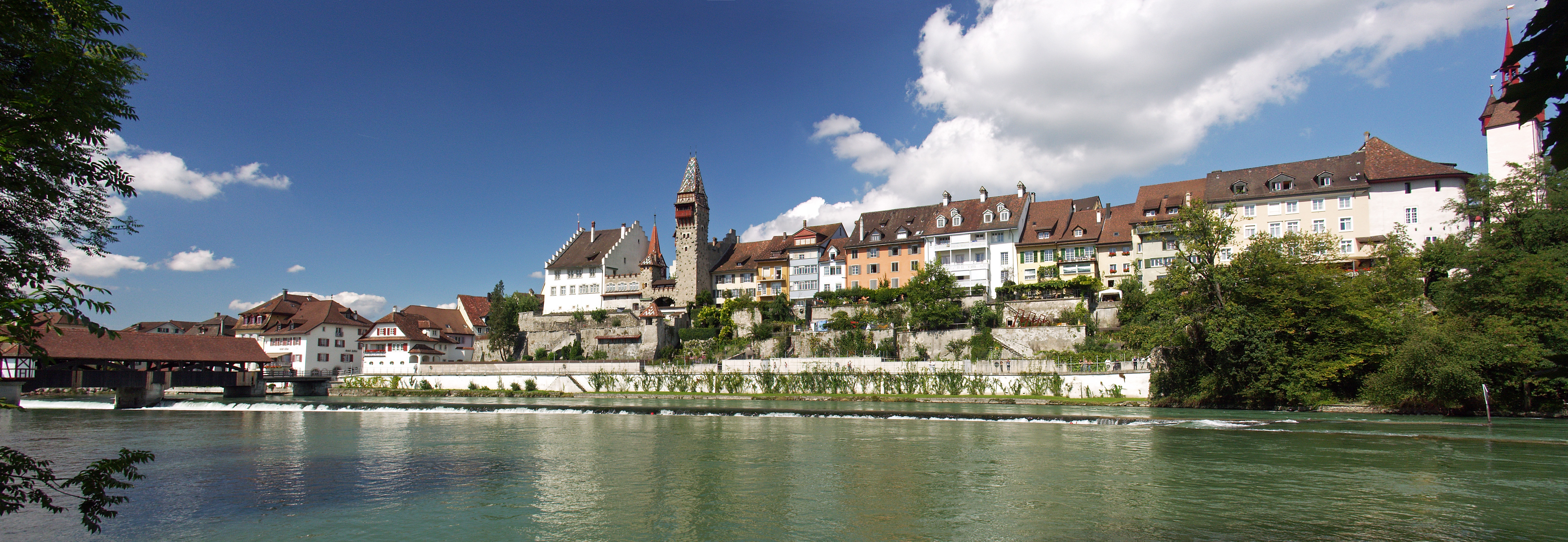
布雷姆加滕市风光

布雷姆加滕（德語：Bremgarten）是瑞士联邦的城镇，位於該國北部，由阿爾高州負責管轄，面積为11.36平方公里，海拔高度386米，2017年12月31日人口为7,769人，其中一半居民信奉羅馬天主教。

## 外部連結
- 布雷姆加滕市交通协会网站